# Luciavaka
Luciavaka eller lussevaka (tidigare lucievaka eller lussivaka) var och är ännu i vissa delar av landet, en vanlig tradition i Sverige som innebar att man den 12 december skulle hålla sig vaken över natten mot luciadagen för upptåg och festande, samt vidta åtgärder i skydd mot övernaturlig ondska.
I bondesamhället, firade ungdomar på natten till luciadagen, som kallades Lusse långnatt, eftersom den enligt dåvarande kalender var årets längsta natt. Ungdomsgäng skrämde människor på gatorna samt tiggde mat och brännvin. Även om det inte var helt uppskattat var det accepterat bland folk. Upptåget upphörde när människor flyttade in i städerna, även om det fortfarande är vanligt att ungdomar festar på lucia. Luciafestligheterna var särskilt vanliga i Västsverige. I folktron var lucianatten farlig med övernaturliga väsen och talande djur. Enligt vidskepelse var det viktigt att inte mala, spinna, brygga eller utföra något annat så kallat "känsligt" arbete. En kniv sattes i stallväggen för att stålet ansågs skydda gården mot ondska.